# Hamza Kramou
Hamza Kramou (in arabo حمزة كرامو‎?; Aïn Azel, 3 febbraio 1988) è un pugile algerino.
Ha partecipato ai Giochi di Pechino 2008, gareggiando nella categoria Pesi leggeri.